# 최현수 (성우)
최현수(1987년 5월 11일 ~ )는 대한민국의 성우로, 2018년 대원방송 성우극회 공채 9기로 입사했다. 

## 출연 작품

### 애니메이션
- 극장판 도라에몽: 진구의 달 탐사기 - 캔서
- 듀비카 2
- 라디앙
- 마법사 프리큐어! - 토터즈
- 블랙 클로버
- 원피스 - 샬롯 스낵, 피카, 우라시마, 코마치요, 분고, 코베에 外
- 원피스 스탬피드 - 로메오 부하
- 호빵맨
- 소공녀 세라

### 외화
- 닥터 스트레인지: 대혼돈의 멀티버스 - 린트라(애덤 휴질)

### 특촬
- 가면라이더 빌드 - 청우, 진정석 外
- 가면라이더 지오 - 은하 외 각종 단역
- 파워레인저 다이노소울 - 탱크죠 外
- 파워레인저 루팡포스 VS 패트롤포스 - 초신성 (루팡 블루), 플리가 벼루기노
- 파워레인저 젠카이저 (대원방송) - 장수풍뎅이 월드 / 거대 장수풍뎅이 월드, 해시계 월드, 카피 월드